# 茵陳蒿湯
茵陈蒿汤，该方出自于《伤寒论》，是清热祛湿的方剂。

## 组成
茵陈蒿(18g)、栀子(9g)、大黄(6g)

## 功效
清热利湿退黄

## 主治
湿热黄疸症，可见症状为：一身面目俱黄，黄色鲜明，腹微满，口中渴，小便短赤，舌苔黄腻，脉沉数等。

## 方解
中医学认为：湿热黄疸之症，是因为湿热蕴积肝胆所致。所以方中茵陈蒿为治黄疸的要药，来清热利湿退黄。栀子：清热降火，通利三通，使湿热从小便而出。大黄:邪热通瘀，通利大便，导瘀热由大便而下。三味药合用，可使湿热得行，瘀热自下，则黄疸自退。

## 现代应用
适用于急性黄疸型传染性肝炎、胆囊炎、胆石症、钩端螺旋体病等所引起的黄疸，属湿热内蕴者.

## 附方
- 栀子柏皮汤（《伤寒论》）由栀子、甘草、黄柏。组成。功用：清热利湿。主治：伤寒身热发黄。
- 茵陈四逆汤（《卫生宝鉴》）由干姜、甘草、附子、茵陈。功用：温用助阳，利湿退黄。主治：阴黄。

## 外部連結
- 茵陳蒿湯 中藥方劑圖像數據庫 (香港浸會大學中醫藥學院) （中文）（英文）